# The Hood Maker
"The Hood Maker" este o povestire scurtă de Philip K. Dick, publicată prima dată în 1955 în revista Imagination. A fost adaptată pentru televiziune în 2017 ca prim episod al serialului Philip K. Dick's Electric Dreams.

## Poveste
Sindicatul Liber, un regim represiv, folosește oameni cu puteri telepatice (denumiți "Teeps") pentru a sonda gandurile oamenilor și pentru a elimina adversarii săi politici.  Walter Franklin, un împuternicit al guvernului, este prins într-o luptă între teeps și oamenii obișnuiți atunci când el primește o cagulă care blochează gândurile sale de a mai fi citite. El este acuzat de subversiune și forțat să fugă. Când se întâlnește cu cel care a fabricat cagula, James Cutter, află un secret care ar putea pune capăt planurilor telepaților de a profita de putere.

## Ecranizare TV
Povestea a fost adaptata liber ca prim episod al serialului Philip K. Dick's Electric Dreams, care a avut premiera la 18 septembrie 2017 pe Channel4 in Regatul Unit.
Accentul total este diferit.  Sindicatul Liber, un regim represiv, folosește oameni cu puteri telepatice (denumiți "Teeps") pentru a sonda gandurile oamenilor și a elimina adversarii politici. Telepații sunt nefericiți și oprimați, iar întreaga societate este ruinată și violentă. Toți telepatii au semne pe față, din motive inexplicabile. 
Agentul Ross, un detectiv de poliție, primește o femeie telepată ca partener. De asemenea, el află că cineva distribuie cagule care blochează telepatia.